# Valvoline 200 1993
Valvoline 200 1993 var ett race som var den andra deltävlingen i PPG IndyCar World Series 1993. Racet kördes den 4 april på Phoenix International Raceway. Paul Tracy dominerade racet, men ett missförstånd i samband med en varvning gjorde att han kraschade ut sig. Mario Andretti låg nästan två varv bakom, men kunde ärva ledningen, och ta hem sin sista seger i Indy-sammanhang. Nigel Mansell kraschade våldsamt under träningen, men klarade sig med mindre skador. Han missade dock tävlingen, och tappade mästerskapsöedningen till Andretti. Raul Boesel slutade tvåa, medan Jimmy Vasser blev trea, hela tre varv efter segraren.

## Slutresultat
| Plats | Förare             | Team                     | Grid | Kvaltid |
| ----- | ------------------ | ------------------------ | ---- | ------- |
| 1     | Mario Andretti     | Newman/Haas Racing       | 2    | 20,895  |
| 2     | Raul Boesel        | Dick Simon Racing        | 6    | 21,080  |
| 3     | Jimmy Vasser       | Hayhoe Racing            | 9    | 21,482  |
| 4     | Al Unser Jr.       | Galles Racing            | 13   | 21,760  |
| 5     | Teo Fabi           | Hall/VDS Racing          | 8    | 21,318  |
| 6     | Arie Luyendyk      | Chip Ganassi Racing      | 10   | 21,552  |
| 7     | Scott Pruett       | Pro Formance Motorsports | 15   | 22,432  |
| 8     | Dave Kudrave       | Euromotorsport           | 22   | 23,284  |
| 9     | Mark Smith         | Arciero Racing           | 11   | 21,633  |
| 10    | Hiro Matsushita    | Walker Racing            | 17   | 22,535  |
| 11    | Marco Greco        | Sovereign Racing         | 24   | 24,106  |
| 12    | Ross Bentley       | Dale Coyne Racing        | 25   | 24,495  |
| 13    | Lyn St. James      | Dick Simon Racing        | 20   | 23,144  |
| 14    | Emerson Fittipaldi | Marlboro Team Penske     | 3    | 20,919  |
| 15    | Roberto Guerrero   | Budweiser King Racing    | 4    | 20,973  |
| 16    | Paul Tracy         | Marlboro Team Penske     | 5    | 20,980  |
| 17    | Buddy Lazier       | Leader Cards Racing      | 18   | 22,649  |
| 18    | Robby Gordon       | A.J. Foyt Enterprises    | 20   | 22,927  |
| 19    | Robbie Buhl        | Dale Coyne Racing        | 23   | 23,302  |
| 20    | Scott Goodyear     | Walker Racing            | 1    | 20,833  |
| 21    | Stefan Johansson   | Bettenhausen Motorsports | 19   | 22,807  |
| 22    | Bobby Rahal        | Rahal-Hogan Racing       | 7    | 21,212  |
| 23    | Danny Sullivan     | Galles Racing            | 14   | 21,822  |
| 24    | Eddie Cheever      | Turley Motorsports       | 16   | 22,457  |
| 25    | Scott Brayton      | Dick Simon Racing        | 12   | 21,658  |